# Alfredo Hernández (football)
Alfredo Rafael Hernández García (né le 18 juin 1935 à Mexico au Mexique) est un joueur de football international mexicain, qui évoluait au poste d'attaquant.

## Biographie

### Carrière en sélection
Avec l'équipe du Mexique, il joue 6 matchs (pour 5 buts inscrits) entre 1957 et 1962. 
Il figure dans le groupe des sélectionnés lors des coupes du monde de 1958 et de 1962. Lors du mondial 1958, il joue un match contre le pays organisateur, la Suède. Lors du mondial 1962, il dispute une rencontre face à la Tchécoslovaquie.

## Palmarès
León
- Championnat du Mexique (1) :
  - Champion : 1955-56.

- Coupe du Mexique (1) :
  - Vainqueur : 1957-58.

- Supercoupe du Mexique (1) :
  - Vainqueur : 1956.